# إدارة النظافة الصحية أثناء الدورة الشهرية

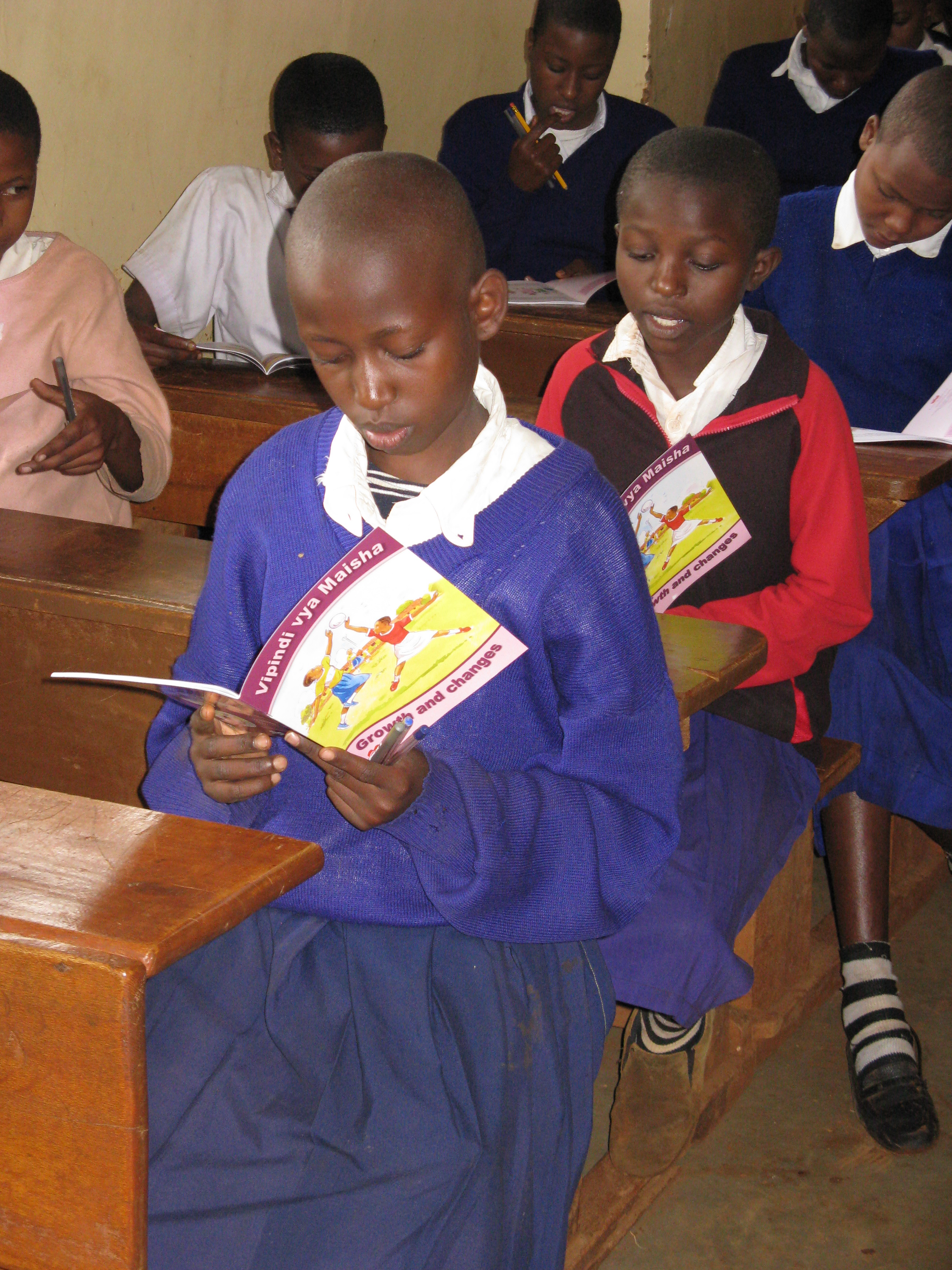

تعنى إدارة النظافة الشخصية أثناء الدورة الشهرية (بالإنجليزية: Menstrual Hygiene Management) (إم إتش إم) أو الصحة والنظافة الشخصية أثناء الدورة الشهرية (إم إتش إتش) بتوفير الوصول إلى منتجات النظافة الشخصية المستخدمة خلال الدورة الشهرية المستخدمة لامتصاص التدفق الدموي وجمعه أثناء الحيض، بالإضافة إلى توفير الخصوصية لتغيير هذه المواد والوصول إلى المرافق اللازمة للتخلص من مواد إدارة الدورة الشهرية المستخدمة. قد تشمل أيضًا «العوامل المنهجية الأوسع التي تربط الحيض مع الصحة، والرفاهية، والمساواة بين الجنسين، والتعليم، والعدالة، والتمكين والحقوق». تمثل إدارة النظافة الشخصية أثناء الدورة الشهرية تحديًا خاصًا للعديد من الفتيات والنساء في الدول النامية، حيث لا تتوفر مرافق المياه النظيفة والمراحيض المؤهلة في أغلب الأحيان. تتجاهل الدول النامية نفايات الدورة الشهرية إلى حد كبير، على الرغم من كونها مشكلة هامة. قد يشكل الحيض عائقًا أمام تعليم فتيات كثيرات، إذ يؤدي افتقار المنتجات الصحية الفعالة إلى تقييد مشاركة الفتيات في النشاطات التعليمية والاجتماعية.
يمثل يوم النظافة الشخصية للدورة الشهرية مناسبة لنشر المعلومات حول قضايا إدارة النظافة الشخصية أثناء الدورة الشهرية في وسائل الإعلام. يخلق هذا اليوم فرصة أمام الدعوة الفعالة لدمج إدارة النظافة الشخصية أثناء الدورة الشهرية في البرامج والسياسات المحلية والوطنية والعالمية.

## علم المصطلحات
تشمل التعريفات المعتمدة لإدارة النظافة الشخصية أثناء الدورة الشهرية (إم إتش إم):
- «استخدام النساء والفتيات المراهقات المواد النظيفة لامتصاص دم الحيض أو جمعه، إلى جانب إمكانية تغيير هذه المواد مع توفير الخصوصية متى ظهرت حاجة لذلك خلال فترة الحيض.
- تشمل «إم إتش إم» أيضًا استخدام الصابون والماء لغسل الجسم على النحو المطلوب؛ وتوفير الوصول إلى المرافق اللازمة للتخلص من موارد إدارة الدورة الشهرية المستخدمة».[2]

تشمل «سلسلة القيمة» المتعلقة بإدارة النظافة الشخصية أثناء الدورة الشهرية أربعة جوانب: الوعي، والوصول، والاستخدام وإدارة النفايات.
يغطي مصطلح «صحة الدورة الشهرية» نطاقًا أوسع من النظافة الشخصية أثناء الدورة الشهرية. يضم المصطلح كلًا من ممارسات إدارة النظافة الشخصية أثناء الدورة الشهرية والعوامل المنهجية الأوسع التي تربط الحيض مع الصحة، والرفاهية، والجنس، والتعليم، والعدالة، والتمكين وحقوق الإنسان (على وجه التحديد حق الإنسان في المياه والصرف الصحي). تستخدم اليونيسيف في الوقت الحالي (منذ عام 2019) مصطلح «إم إتش إتش» للإشارة إلى «الصحة والنظافة الشخصية أثناء فترة الدورة الشهرية».
تشمل هذه العوامل المنهجية المعرفة الدقيقة والملائمة، والمواد المتوفرة الآمنة التي يمكن تحمل تكلفتها، والأخصائيين المطلعين مريحي التعامل، والإحالة إلى الخدمات الصحية وإمكانية الوصول إليها، ومرافق الغسيل وتطهير المياه، والمعايير الاجتماعية الإيجابية، والوسائل الآمنة والصحية للتخلص من النفايات والسياسات والدعوة.

## نهج التحسينات
لا يجب تطبيق برنامج «إم إتش إم» بشكل منفصل، إذ من الأفضل إدخاله في البرامج المتمحورة حول «دبليو إيه إس إتش» الموجودة بالفعل في المدارس، وبرامج الصحة والتغذية المدرسية، وبرامج البلوغ التعليمية وحالات الطوارئ.
طورت بعض المناطق الريفية في بوليفيا لعبة إدارة النظافة الشخصية أثناء الدورة الشهرية الموجهة لطالبات المدارس، وهدفت إلى تحفيز الاستجابات التفصيلية ومختلف الأنشطة التشاركية ضمن مناقشات مجموعات التركيز. ساهمت هذه اللعبة اللوحية في تخفيف عدم ارتياح الطالبات لدى مناقشتهن موضوع الحيض.